# 大師堂経明
大師堂 経明（だいしどう つねあき、1945年9月15日 - ）は、日本の天文学者。専攻は電波天文学、天体物理学。理学博士。前早稲田大学教育・総合科学学術院教授。
早稲田大学理工学部物理学科の1期生。学部卒業後、東京大学大学院に進学。赤羽賢司に師事。
早稲田大学に着任後、教育学部の建物の屋上に電波干渉計を建設（那須パルサー観測所）。世界の他の電波干渉計とは異なり、2次元格子状に直径2.4mのアンテナ素子を64基（8×8）並べるという独特の形状をなしている。観測周波数が10.65GHzという天文用保護バンドであるため、新宿区にありながらノイズの影響を受けず数ジャンスキーの感度を持つ。直径20m程度のアンテナと同等の感度、解像度を持ち、かつ64方向の同時観測が出来る。トランジェント電波源を観測対象としていた。
現在、栃木県の那須高原に前述のものを大型化した大型電波干渉計群を建設中。2011年時点で、直径20mの固定球面鏡8素子と直径30mの固定球面鏡1素子が稼働している（観測周波数は1.42GHz）。20mの固定球面鏡を256素子（16×16）設置する計画の基礎研究という位置づけになっている。

## 略歴
- 1964年：東京都立戸山高等学校卒業[1]。
- 1969年：早稲田大学理工学部物理学科卒業[1]。
- 1975年：東京大学大学院理学系研究科博士課程天文学専門課程修了[1]。
- 1975年：日本学術振興会奨励研究員（国立天文台）[1]。
- 1977年：早稲田大学教育学部専任講師[1]。
- 1980年：早稲田大学教育学部助教授[1]。
- 1985年：早稲田大学教育学部教授[1]。
- 2016年：早稲田大学教育学部教授を定年退職[1]。